# Calendasco
Calendasco (en emilià-romanyol Calindàsch) és un municipi italià, situat a la regió d'Emília-Romanya i a la província de Piacenza. L'any 2007 tenia 2.412 habitants. Limita amb els municipis de Guardamiglio (LO), Monticelli Pavese (PV), Orio Litta (LO), Piacenza, Rottofreno, San Rocco al Porto (LO), Senna Lodigiana (LO) i Somaglia (LO).
La ciutat està situada a 7 kilòmeters de Piacenza, al marge dret del riu Po. Els àlbers són una característica de l'entorn fluvial. La Trebbia desemboca al Po en el seu terme municipal, i la proximitat d'ambdós rius ofereix possibilitats de pesca esportiva per la gran abundància de peixos.

## Administració
| Període | Identitat           | Partit        |
| ------- | ------------------- | ------------- |
| 2004-   | Francesco Zangrandi | Llista Cívica |